# Calycopis janeirica
Calycopis janeirica är en fjärilsart som beskrevs av Felder 1862. Calycopis janeirica ingår i släktet Calycopis och familjen juvelvingar. Inga underarter finns listade i Catalogue of Life.